# Thomas av Lancaster, hertig av Clarence
Thomas av Lancaster, hertig av Clarence, född 29 september 1388, död 22 mars 1421, var tredje son till Henrik IV av England och hans första maka Marie de Bohun. Han blev hertig av Clarence 1412. Han dödades i slaget vid Beaugé i Frankrike.
Thomas av Lancaster var bror till Henrik V av England, John av Bedford, Humphrey av Gloucester och Filippa av England.